# Petraq Zoto
Petraq Zoto (ur. 20 grudnia 1937 w Ziçishcie, zm. 6 września 2015 w Tiranie) – albański pisarz i nauczyciel.

## Życiorys
Ukończył studia z zakresu lingwistyki w Instytucie Pedagogicznym w Tiranie oraz na Uniwersytecie w Szkodrze. Pracował przez prawie 10 lat jako nauczyciel w Devollu i w Korczy. W marcu 1969 roku został dyrektorem Pałacu Kultury w Korczy, następnie pełnił funkcję dyrektora Teatru im. Andona Zako Çajupiego w Korczy. Jednocześnie od 1981 do 1991 stał na czele korczańskiego oddziału Ligi Pisarzy i Artystów Albanii.
W 1990 roku został odwołany z tego stanowiska, gdyż zorganizował recital Lindity Theodhori; jej koncert został obejrzany m.in. przez jednego z członków Komitetu Centralnego Albańskiej Partii Pracy, który uznał przedstawienie za zbyt nowoczesny. Następnie Zoto wrócił do pracy nauczyciela, ucząc w jednej ze szkół średnich w Korczy.
W 2000 roku przeniósł się do Tirany, gdzie spędził resztę życia, a w latach 2001-2005 pracował w wydawnictwie Mësonjëtorja jako redaktor.

## Wybrana twórczość[3][2]
- Mësuesi im i parë (1966)
- Dritat nuk u shuan (1967)
- Ndërgjegjja (1967)
- Taksia u ndal te kthesa (1968)
- Tregimet e një nxënësi (1968)
- Mëngjesi i përflakur (1971)
- Verka (1971)
- Kumbimi i një krisme (1975)
- Tregime të zgjedhura (1975)
- Për sot dhe për ditët që vijnë... (1978)
- Bredhi i gjelbër (1981)
- Dy buzëqeshje (1981)
- Gjahu i së dielës (1984)
- Nesër bëhet vonë (1986)
- Kali fluturues (1989)
- Burimi i drerit (2001)
- Bishti i dhelprës (2003)
- Genta (2004)
- Universi njeri (2007)

## Nagrody[1][4]
- III miejsce za utwór Trika (1966)
- III miejsce za utwór Tregimet e një nxënësi (1969)
- II miejsce za utwór Mëngjesi i përflakur (1971)
- III miejsce za utwór Sot erdhi dita (1978)
- Gjahu i së dielës jako najlepsza książka 1984 roku w kategorii literatury dziecięcej
- II miejsce za utwór Nesër bëhet vonë (1986)
- III miejsce za utwór Kali fluturues (1989)
- nagroda im. Ezopa (1998)
- Srebrna Strzała za utwór Burimi i drerit (2000)

## Życie prywatne
Syn duchownego prawosławnego.
Miał żonę Tatjanę, był bezdzietny.